# 16962 Elizawoolard
16962 Elizawoolard este un asteroid din centura principală de asteroizi.

## Descriere
16962 Elizawoolard este un asteroid din centura principală de asteroizi. A fost descoperit pe 28 august 1998 la Socorro, New Mexico, în cadrul proiectului LINEAR. Asteroidul prezintă o orbită caracterizată de o semiaxă mare de 2,41 ua, o excentricitate de 0,12 și o înclinație de 7,0° în raport cu ecliptica.